# Graue Fangschrecke
Die Graue Fangschrecke (Ameles decolor) ist eine Fangschrecke aus der Familie der Mantidae. Sie besitzt ein für Fangschrecken ungewöhnliches Balzverhalten.

## Merkmale

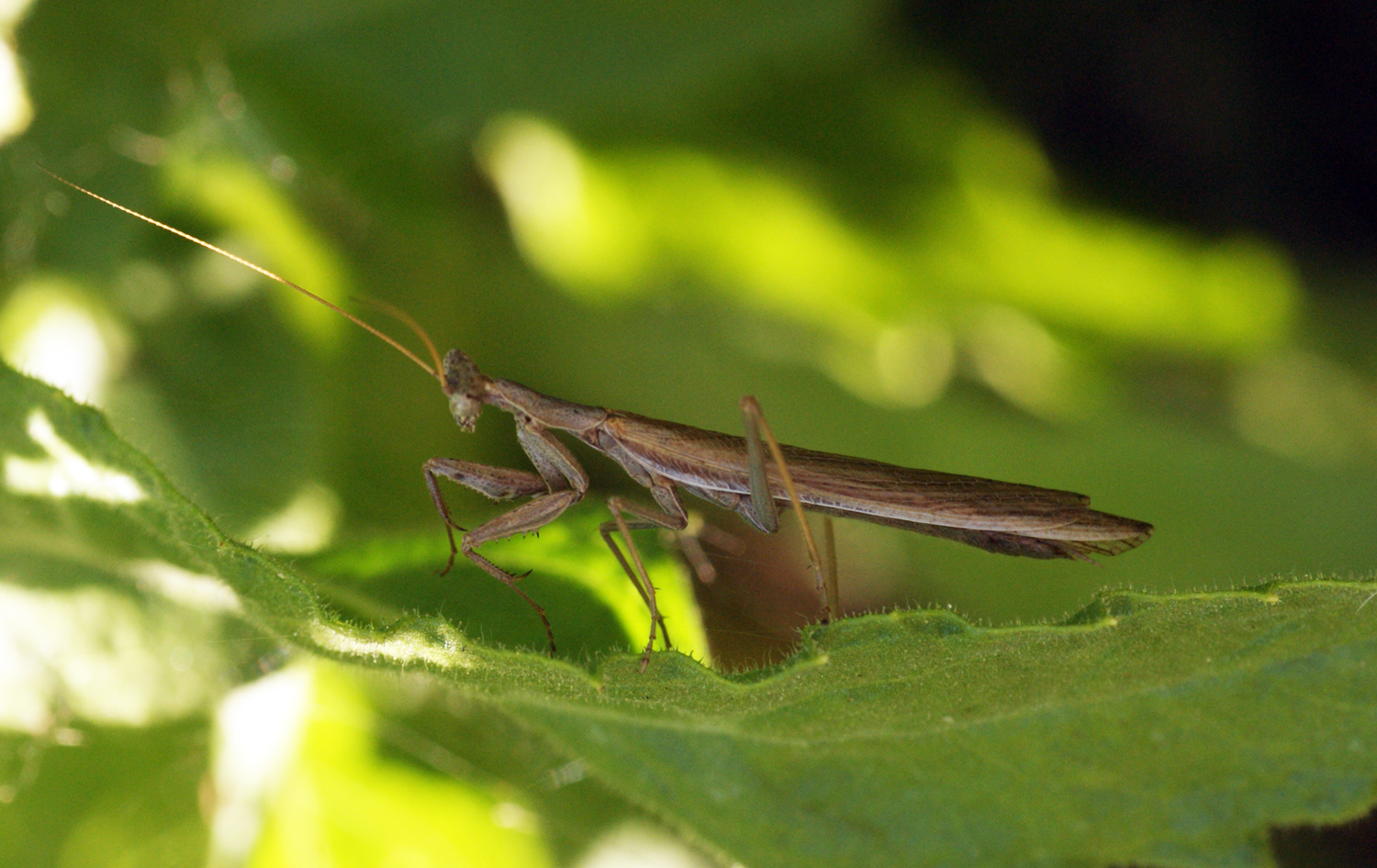
Männchen

Die Graue Fangschrecke hat eine Körperlänge von 20 bis 27 Millimetern und ist damit ein kleinerer Vertreter der Fangschrecken. Die Tiere haben eine braune oder graue, seltener eine grüne Grundfärbung. Die Augen sind, wie bei der nah verwandten Kleinen Fangschrecke kegelförmig zugespitzt. Im Gegensatz zur Schwesterart ist der Abdomen jedoch nicht nach oben gebogen, sondern verläuft gerade. Die Männchen besitzen voll ausgebildete Flügel. Die Weibchen hingegen nur Flügelstummel. Dank ihrer langen Beine sind die Tiere sehr agil und schnelle Läufer.

## Vorkommen
Die Graue Fangschrecke kommt in Nordafrika und nahezu im gesamten Mittelmeergebiet vor, wo sie trockene Graslandschaften bewohnt. Nördlich endet ihr Verbreitungsgebiet in der Slowakei.

## Lebensweise
Die bodenbewohnende Graue Fangschrecke lauert meist regungslos in ihrem Habitat und erbeutet dort Gliederfüßer in entsprechender Größe. Die ausgewachsenen Tiere sind vom Frühjahr bis in den Herbst zu finden.

### Fortpflanzung

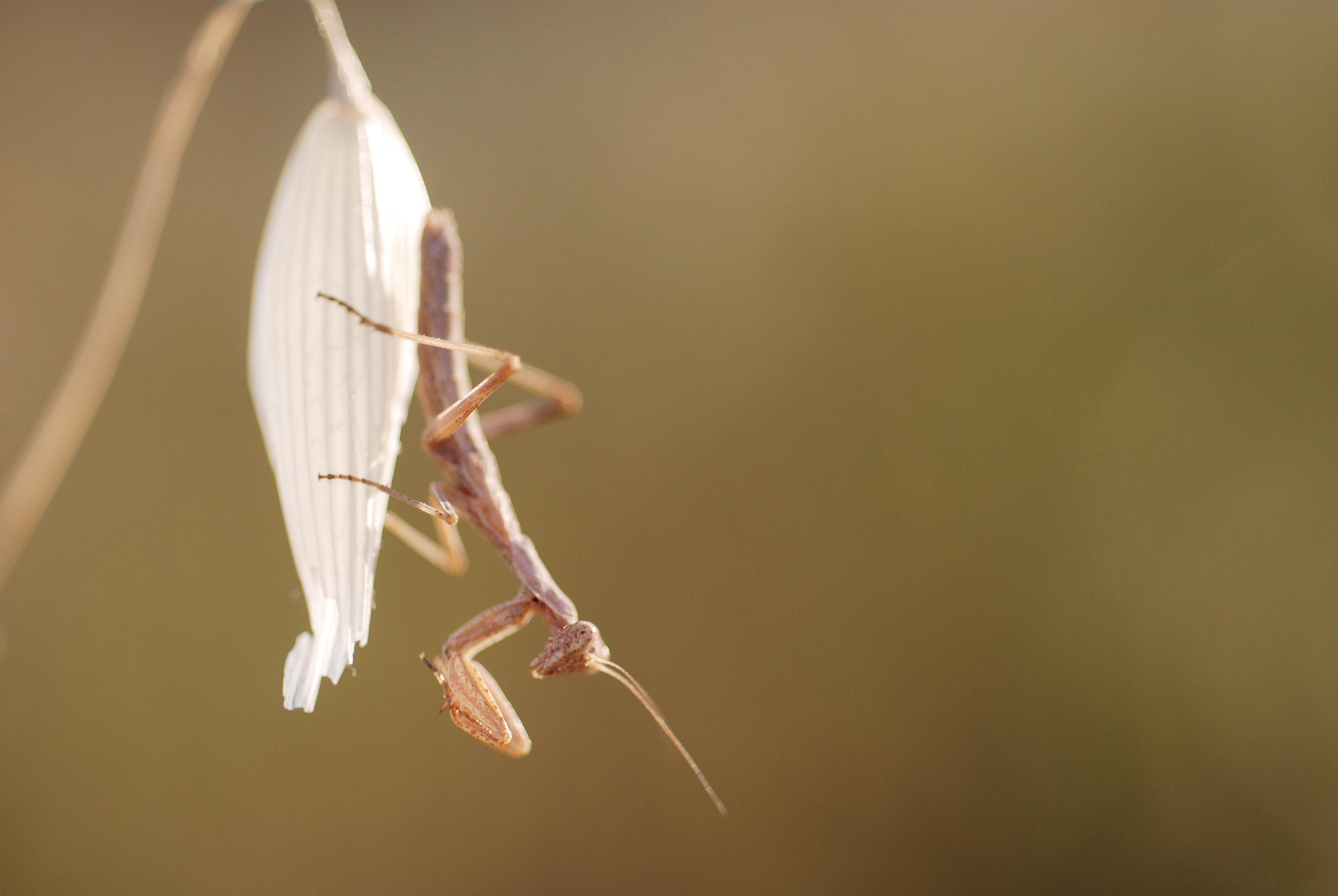
Larve

Das Fortpflanzungsverhalten der Grauen Fangschrecke ist verglichen mit dem anderer Vertreter der Ordnung ungewöhnlich und bislang wenig erforscht. Hat ein paarungswilliges Männchen ein Weibchen aufgefunden, führt es ein Balzverhalten aus, bei dem zuerst die Fangbeine lateral vom Körper angehoben werden. Dabei wird zuerst ein Arm, danach beide gehoben. Anschließend wird das Abdomen zuerst auf- und abgewippt und danach gegen den Uhrzeigersinn auf der rechten Körperhälfte gedreht. Dieses Verhalten kann variieren. Anschließend springt das Männchen auf den Rücken des Weibchens, beginnend mit der Kopulation. Wie bei der nah verwandten Kleinen Fangschrecke wird das Männchen auch hier meist nicht nach oder während der Paarung gefressen.

## Galerie

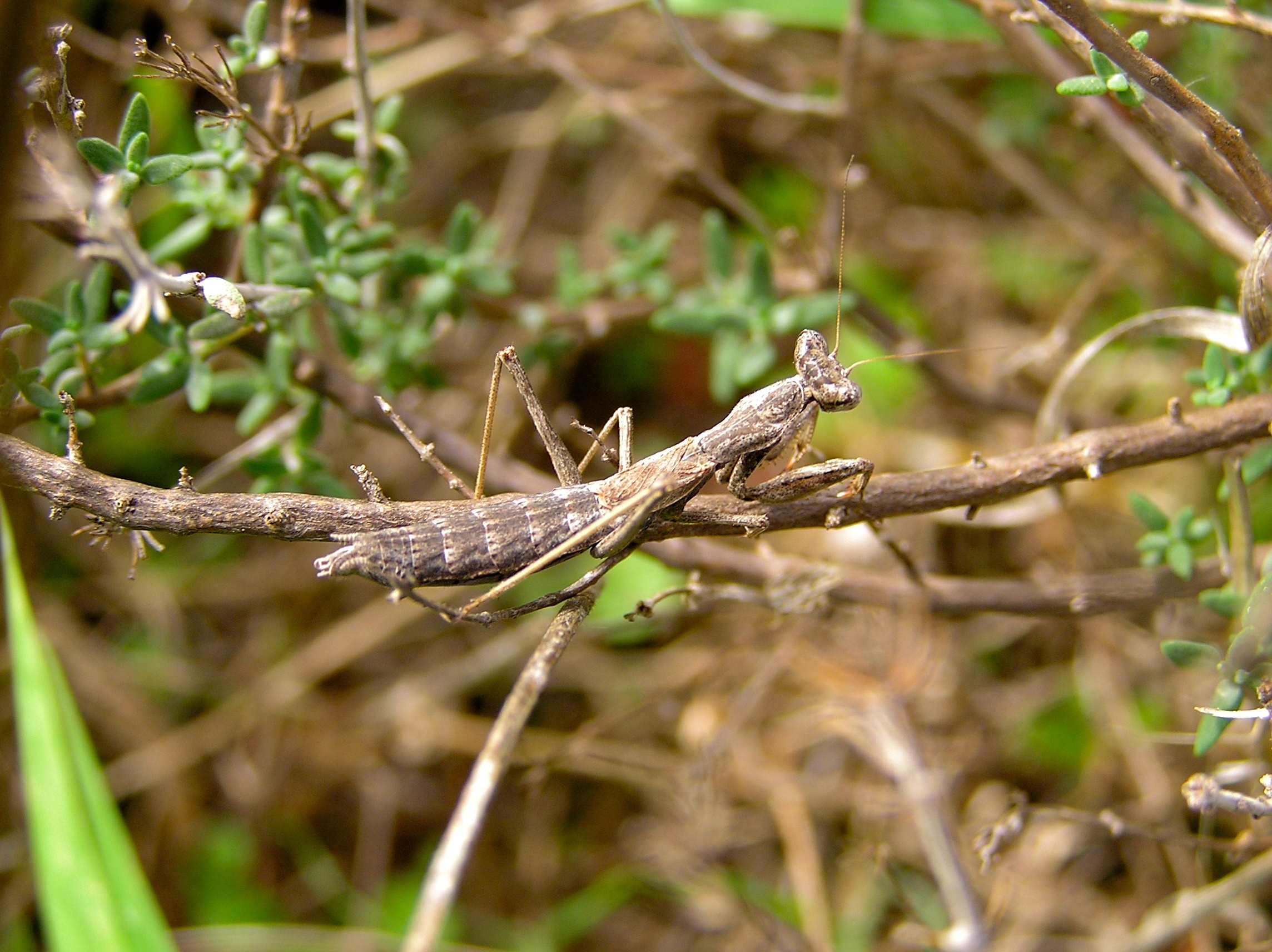
Draufsicht eines Weibchens
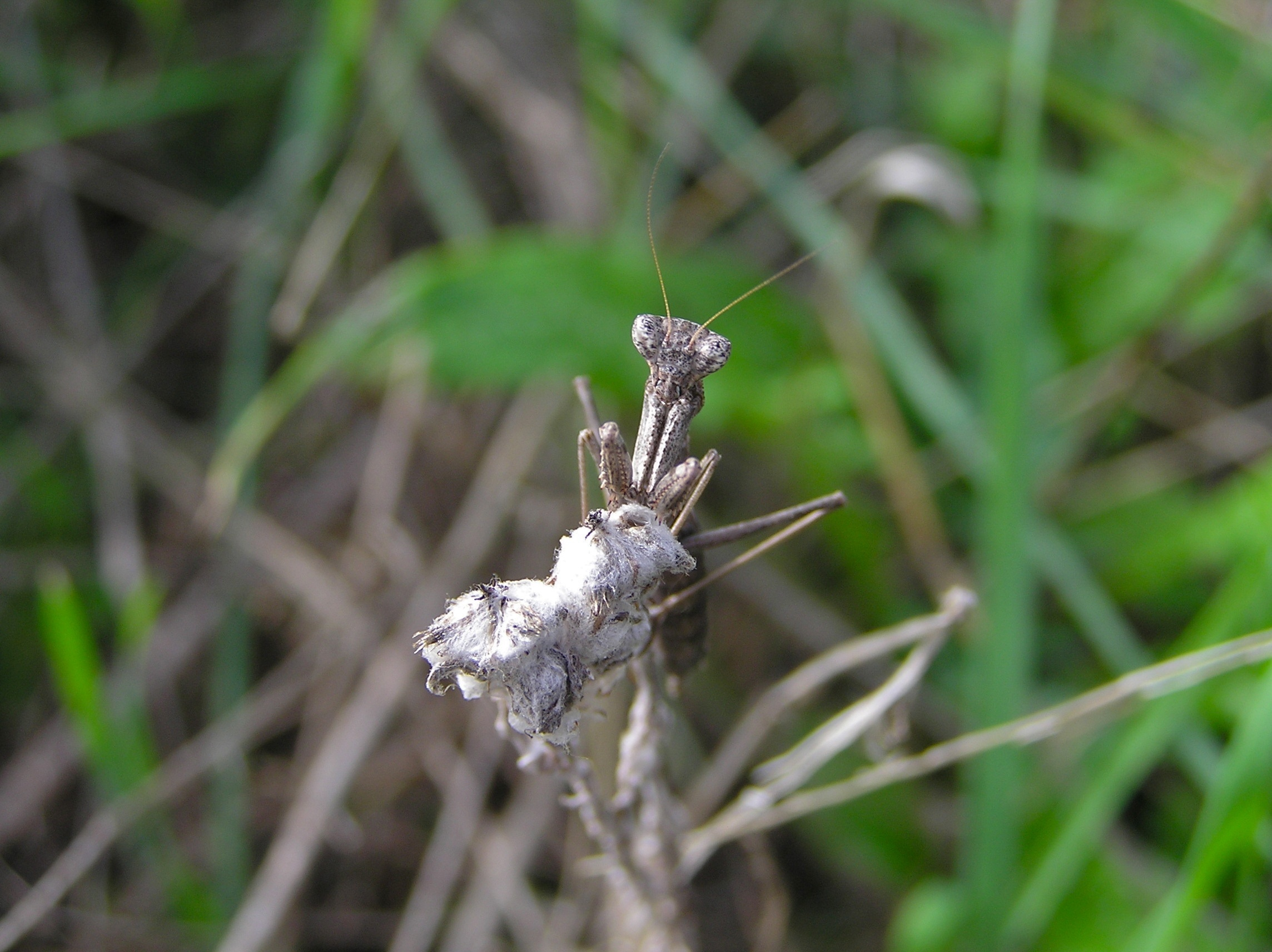
Frontalansicht eines Weibchens
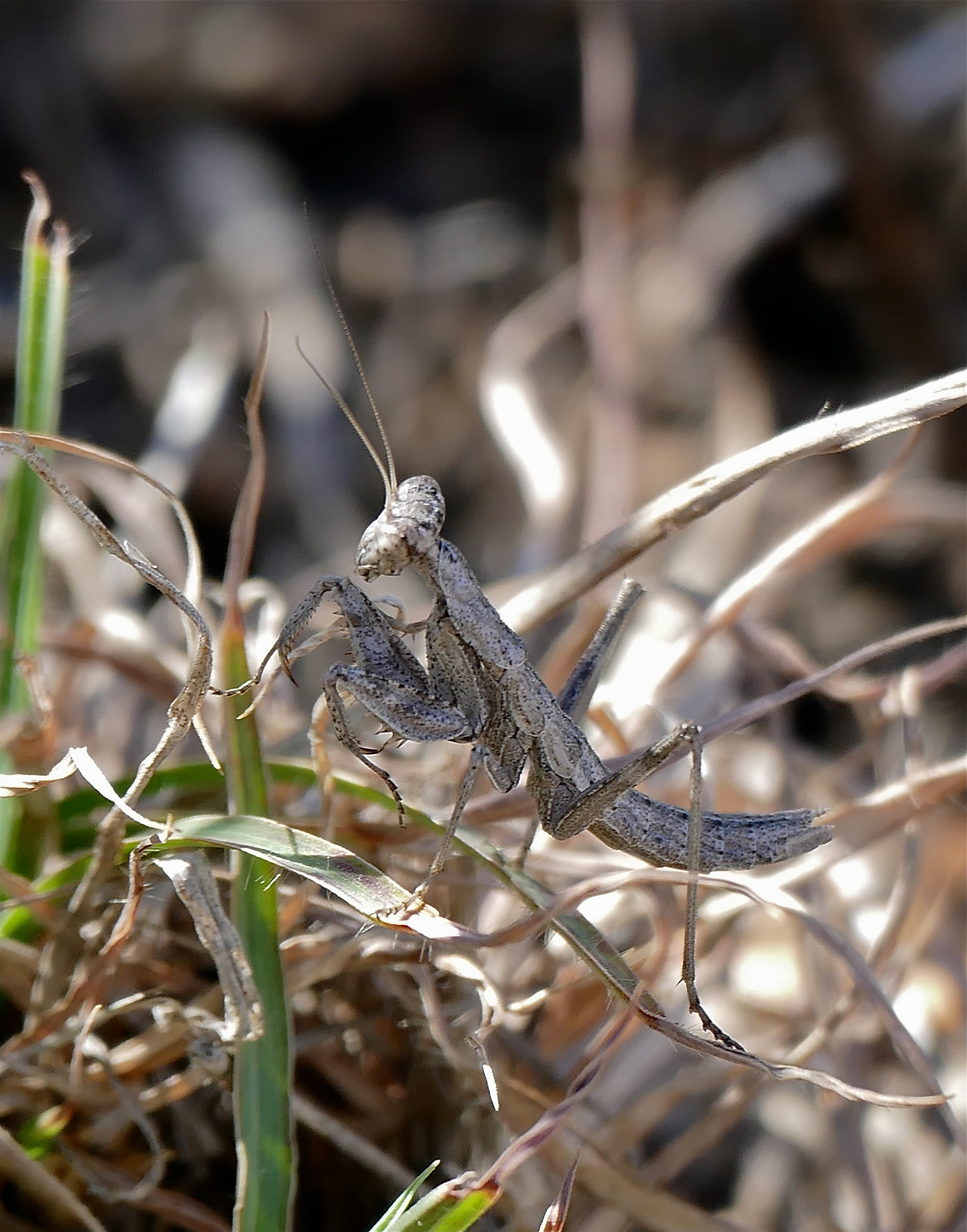
Lateralsicht eines Weibchens
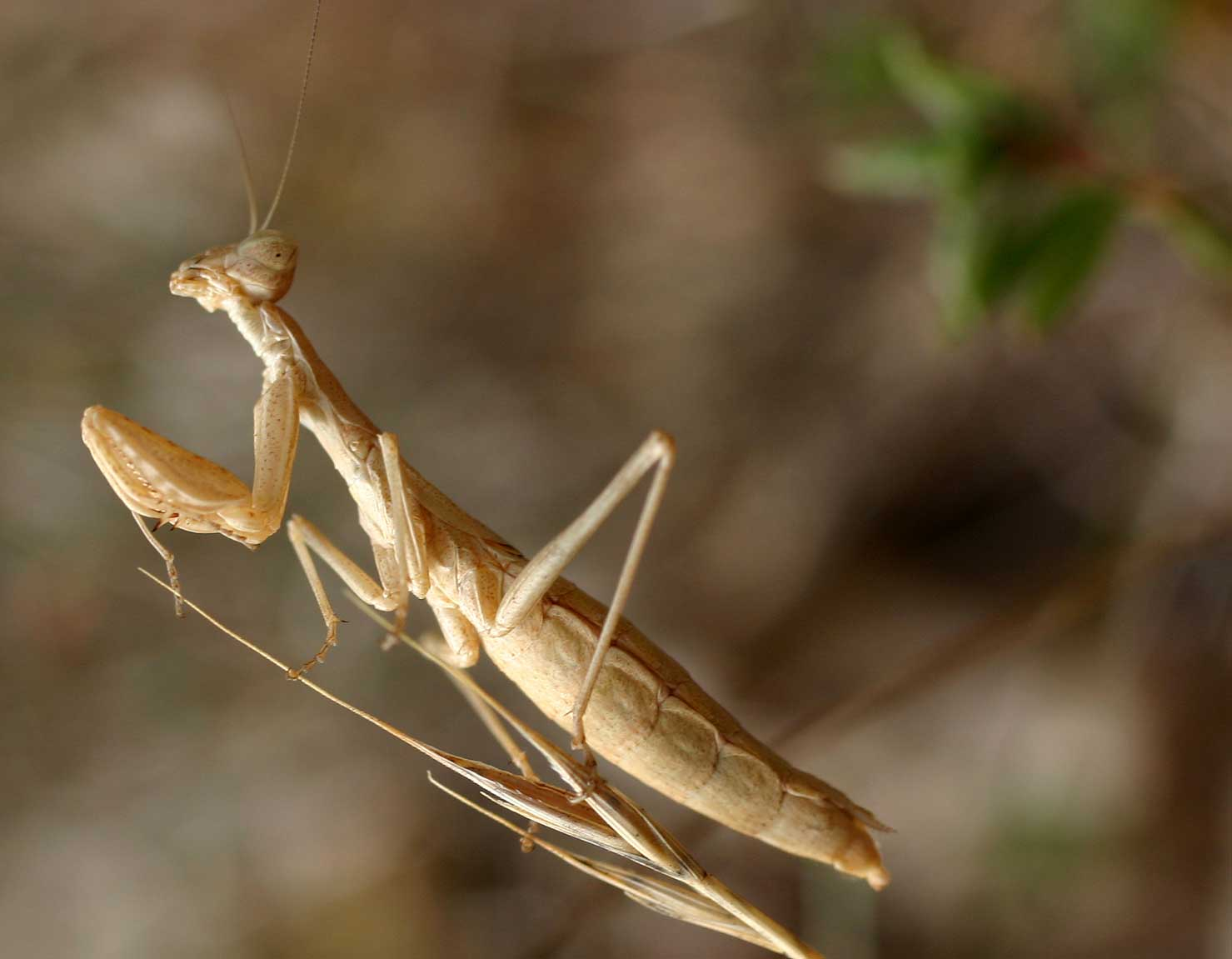
Untersicht eines Weibchens
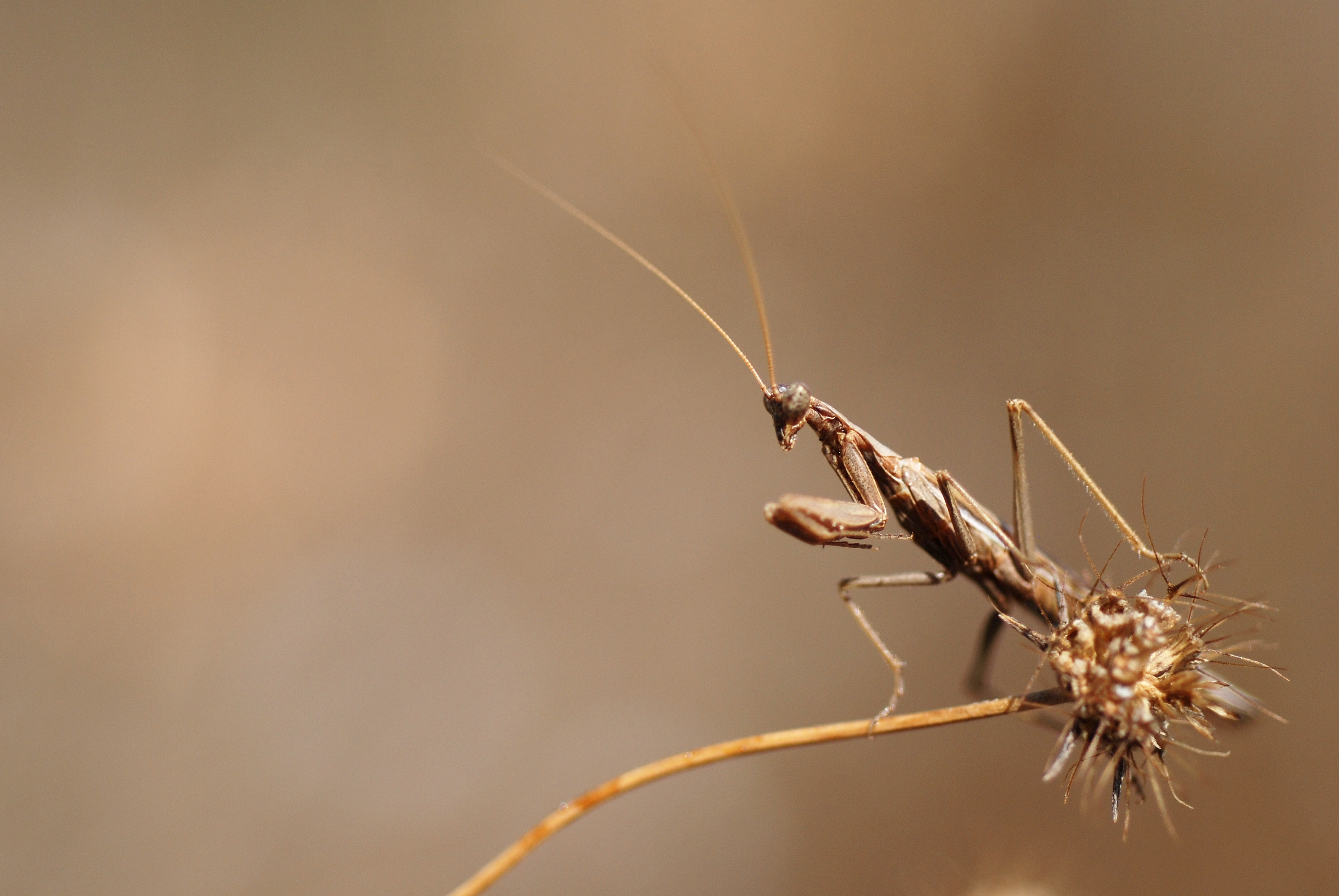
Frontalansicht eines Männchens
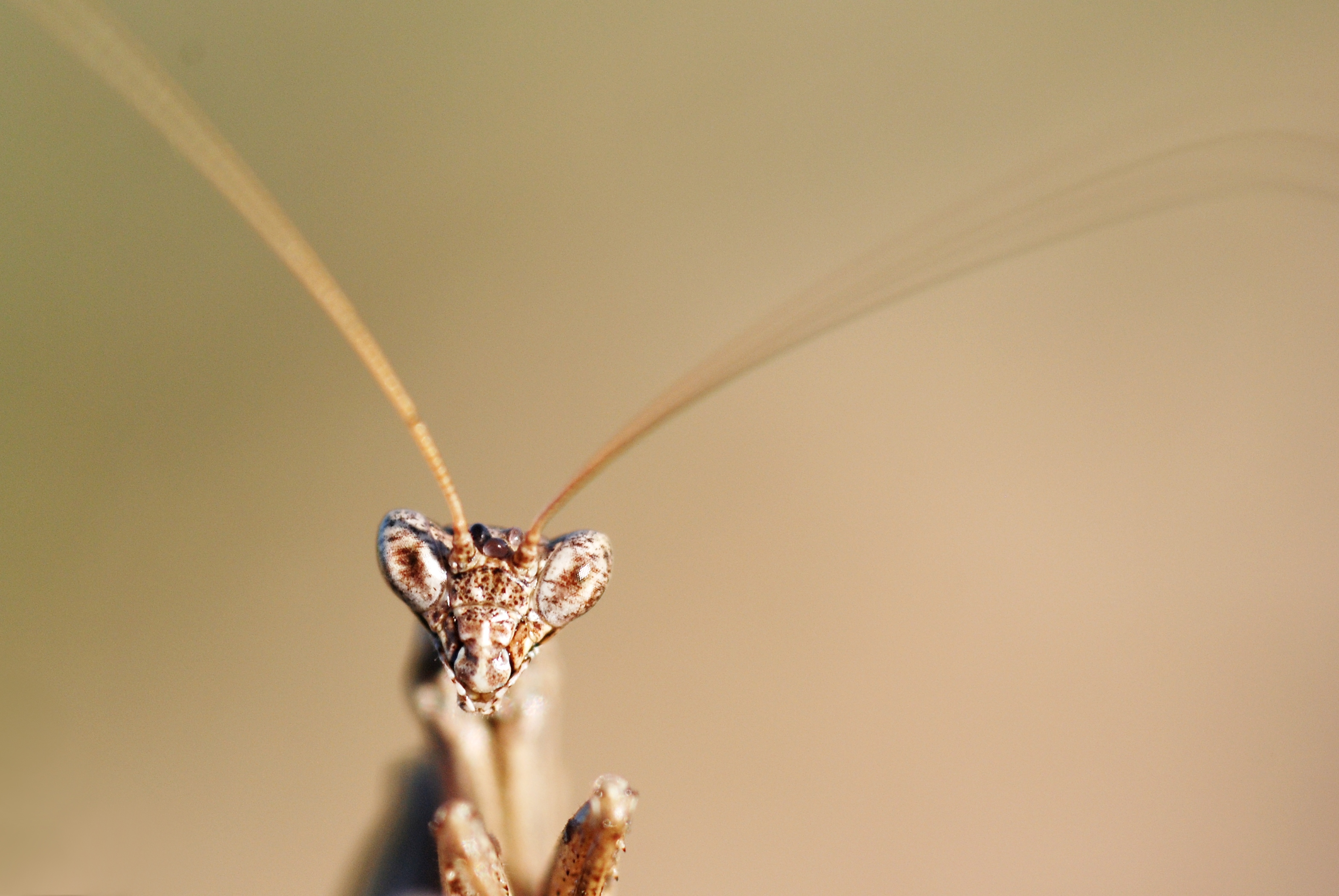
Kopf eines Männchens mit Ocellen